# 楊在新
楊在新（1952年6月15日—），漢族，中国廣西省著名維權律师，曾辦理民運、法輪功、失地農民、拆遷和訪民冤案等案件，2005年公開支持高智晟律師為法輪功向當局上書、及高發起的「絕食維權」活動。楊經常受公安當局各種打壓和騷擾，2015年7月中共執政當局大規模抓捕、傳喚逾兩百名維權律師，楊在新亦為其一。

## 生平
1982年畢業於廣西合浦師範學校，曾任中學老師，教數學、政治。1989年六四後，透過自學法律獲法律專科畢業證書，通過律師考試取得執照，於1993年開始當執業律師。据杨在新妻子黄仲琰介绍，由于办理过一些维权案件，杨在新在当地曾备受打压。2003年，因当地怀疑杨帮助上访人士，曾对杨处劳教六个月。
2009年11月19日，北海渔轮厂附近海域发现一具漂浮男尸，警方随后将当年11月14日凌晨与死者黄焕海发生纠纷的裴金德、裴贵、杨炳棋、黄子富、裴日红等嫌疑人抓捕归案。2010年9月，律师杨在新和杨忠汉来到四被告人老家所在的钦州市钦南区犀牛脚镇炮台村调查取证。2011年知名的「北海四名律師被控偽證案」，四人僅楊在新被起訴。2012年9月，四位律师获准取保候审。2013年2月，律师伪证案撤案。